# Sprach- und Integrationsmittler
Sprach- und Integrationsmittler (SprInt) ist in Deutschland ein Beruf zur Unterstützung von Fachpersonal im Bildungs-, Gesundheits- und Sozialwesen bei der Kommunikation mit fremdsprachigen Bürgern. Die Arbeit der SprInt dient dazu, Verständigungsbarrieren abzubauen, Fachkräften bei der Integrationsarbeit zu helfen und Migranten den Zugang zur Regelversorgung zu erleichtern. SprInt ist eine spezifische Umsetzung des Sprach- und Kulturmittler-Konzepts.

## Arbeitsbereiche
Sprach- und Integrationsmittler (SprInt) übernehmen eine Vermittlungsfunktion zwischen Menschen mit Migrationshintergrund und den Regeldiensten. Ihre Kernaufgaben und Leistungen umfassen:
- fachspezifisches Dolmetschen,
- Vermittlung von soziokulturellem Wissen (z. B. kulturspezifische Regeln, Umgang mit Krankheit, Geschlechterrollen, Tabus und Scham),
- Erkennen von Missverständnissen und angemessene Intervention,
- Assistenz für Fachkräfte der Sozialen Arbeit.[2]

SprInt arbeiten beispielsweise in Krankenhäusern, psychiatrischen Kliniken, Reha-Einrichtungen, Pflegediensten und Arztpraxen, in Schulen und Kindergärten, in Ämtern und Beratungsstellen sowie in Wohlfahrtsverbänden und Stiftungen. Auch Unternehmen können SprInt nutzen, um die Eingliederung fremdsprachiger Fachkräfte zu unterstützen. Bundesweit nehmen bereits rund 300 Kunden SprInt in Anspruch.
SprInt verfügen neben Fachwissen über das Bildungs-, Sozial- und Gesundheitswesen auch über medizinische, psychosoziale und rechtliche Kenntnisse. Zudem sind sie vertraut mit der Kultur des Herkunftslandes und können daher auch in soziokulturell sensiblen Fragen vermitteln (z. B. in Bezug auf Erziehungsstile, Geschlechterrollen, Umgang mit Krankheit). SprInt unterliegen dabei der Schweigepflicht. Über einen SprInt-Vermittlungsservice können alle Einrichtungen einer Region die Dienste der SprInt buchen; die SprInt arbeiten teils in Festanstellung und teils auf Honorarbasis.

## Ausbildung
Die Ausbildung zum Sprach- und Integrationsmittler (SprInt) dauert 18 Monate in Vollzeit, die aufgeteilt sind in 13,5 Monate Theorie (rund 2.000 Unterrichtseinheiten) und 4,5 Monate Praktika (rund 700 Unterrichtseinheiten). Sie wird nach bundesweit einheitlichen Qualitätsstandards durchgeführt. In der theoretischen Phase werden neun Lernfelder unterrichtet, u. a. fachspezifisches Deutsch, Dolmetschen, Soziale und Kommunikationskompetenzen, Migration und Partizipation, Strukturen und Grundlagen des Gesundheits-, Sozial- und Bildungswesens.
Absolventen erhalten das bundesweit einheitliche SprInt-Zertifikat. Die Abschlussprüfung wird von Vertretern der Alice-Salomon-Hochschule Berlin (Bereich Sozial- und Bildungswesen), vom Universitätsklinikum Hamburg-Eppendorf (Bereich Gesundheit) und der Johannes-Gutenberg-Universität Mainz (Bereich Dolmetschen) abgenommen.

## Entstehung und Anerkennung als Ausbildungsberuf
Vorgängerprojekte für die Sprach- und Integrationsmittler sind das der Entwicklungspartnerschaft TransKom zugehörige Teilprojekt SpraKuM ("Sprach- und Kulturmittlung") der Diakonie Wuppertal sowie das Projekt SPuK ("Sprache und Kultur), welche über die bis 2007 laufende EU-Gemeinschaftsinitiative EQUAL umgesetzt wurden. SpraKuM zielte auf die Steigerung der Handlungsmöglichkeiten von Flüchtlingen und vermittelte eine zweieinhalbjährige zertifizierte Ausbildung von Migranten zu Sprach- und Kulturmittlern. 
Seit 2005 arbeiteten zunächst fünf Qualifizierungsträger aus unterschiedlichen Regionen der BRD, die schon jahrelange Erfahrung mit der Ausbildung von Sprach- und Kulturmittlern haben, zusammen, um eine einheitliche Qualifizierung für Sprach- und Integrationsmittler festzulegen. Hieraus entstand 2009 die Bundesarbeitsgruppe (BAG) „Berufsbildentwicklung Sprach- und Integrationsmittler/in“. Das Bundesministerium für Arbeit- und Soziales (BMAS) und die Zentralstelle für die Weiterbildung im Handwerk (ZWH) unterstützten diesen Prozess. „Das Ziel der Bundesarbeitsgruppe ist der Erlass einer Fortbildungsverordnung nach §53 BBiG. Auf dieser Grundlage sollen bundesweit einheitlich Standards für die Fortbildung zum/zur Sprach- und Integrationsmittler/in gesetzt werden, um somit eine hohe Qualität sowie ein flächendeckendes Angebot dieser Dienstleistung zu gewährleisten.“
Die Berufsanerkennung und der Einsatz der SprInt wurden bereits in den Nationalen Aktionsplan Integration der Bundesregierung von 2012, den 9. Bericht der Bundesbeauftragten für Migration, Flüchtlinge und Integration und in zahlreiche Integrationskonzepte von Ländern und Kommunen, aufgenommen.

## Netzwerk von Vermittlungszentralen
Seit Januar 2012 besteht das bundesweite Projekt SprIntpool-Transfer, das ein bundesweites "Netzwerk von Vermittlungszentralen für Sprach- und Integrationsmittler/-innen" (SprInt) aufbaut. Das Netzwerk baut bundesweit an zehn Standorten Vermittlungszentralen für Sprach- und Integrationsmittler (SprInt) auf; die Vermittlungszentralen machen die Dienstleistung der SprInt allen Einrichtungen in der Region verfügbar. Ansprechpartner vor Ort vermitteln den Kunden einen SprInt in der passenden Sprache und wickeln alle administrativen Prozesse der Buchung ab. Die Vermittlungszentralen haben sich zudem auf gemeinsame Qualitätsstandards für die SprInt-Einsätze geeinigt. Die Servicestelle Sprach- und Integrationsmittlung der Diakonie Wuppertal übernimmt dabei eine koordinierende und beratende Funktion für das Netzwerk.

## Kontroverse
Durch ihr Tätigkeitsprofil stehen Sprach- und Integrationsmittler in enger Berührung zu Dolmetschern. Der Bundesverband der Dolmetscher und Übersetzer (BDÜ) stuft die SprInt-Qualifikation als eine „Grundausbildung mit Mindestanforderungen zur Qualitätssicherung beim Fachdolmetschen im Sozial-, Bildungs- und Gesundheitsbereich“ ein. Es gehe u. a. darum, „einen neuen Beruf für den Bedarf der Einwanderungsgesellschaft zu etablieren“. Der BDÜ hebt hervor: „Aus Sicht des BDÜ versteht sich SprInt als eine Komplementärlösung vor allem für seltene Sprachen, die dem Ruf nach Professionalisierung von dolmetschenden Berufsfremden folgt. Jedoch stellt das SprInt-Zertifikat keine ausreichende Voraussetzung für die Mitgliedschaft im BDÜ dar.“